# Colegio Máximo de San Pablo de Lima
El Colegio Máximo de San Pablo de Lima (1568-1767) fue fundado por la orden jesuita en la ciudad de Lima, Virreinato del Perú, en 1568 como seminario y colegio católico.

## Historia
Muchos de sus profesores jesuitas gozaron de gran prestigio y escribieron diversos tratados, destacan José de Acosta con su De Natura Novi Orbis, Diego de Avendaño con su Thesaurus indicus y Pedro de Oñate con su De Contractibus. En ella enseñó el Venerable Francisco del Castillo. Durante doscientos años se desarrolló semanalmente un Seminario de Casos Prácticos de Moral.
Su biblioteca, llamada en esos años "Librería del Colegio Máximo de San Pablo", estuvo dividida en librería general y de alumnos. Fue la más importante de América pues, de acuerdo a Luis Martin, hacia 1750 contaba con 43.000 ejemplares, cuando la incipente biblioteca de la Universidad de Harvard tenía apenas 4.000 ejemplares. De acuerdo a una tesis del 2007 sobre la Biblioteca de los jesuitas del Colegio de San Esteban de Murcia, la Librería de San Pablo fue la más voluminosa de las bibliotecas de jesuitas en todo el orbe hispano. Tras la expulsión de la Compañía en 1767, su biblioteca pasó a ser propiedad de la Real y Pontificia Universidad de San Marcos, y al menos 9000 de sus volúmenes conformaron lo que fue la primera Biblioteca Nacional del Perú en el año 1821.
Su farmacia fue la mejor del Perú, en principio se estableció para dar servicio a toda la red de colegios y haciendas que tenían los jesuitas, pero luego se convirtió en la principal farmacia del Virreinato del Perú, de donde salió la primera remesa de quinina a Roma en 1631 gracias a la habilidad del jesuita italiano Agustino Salumbrino primer farmacéutico de esta célebre farmacia de San Pablo quien tras verla aplicada en los indios comenzó a aplicarla en Lima para curación de fiebres y resfríos. También comerciaba piedra bezoar de llamas y alpacas y caña fístula. La Iglesia del Colegio es hoy en día la Basílica y Convento de San Pedro, joya del barroco peruano. 
El Colegio dejó de funcionar por la expulsión de los jesuitas en 1767, y fue rematado por la Junta de Temporalidades. Parte del complejo, incluyendo la iglesia, pasó a manos de los padres del Oratorio, otro sector se convirtió en el Colegio de Caciques mientras que sus claustros de Humanidades sirvieron de Biblioteca Nacional del Perú, hasta que en 1943 desaparecieron debido a un voraz incendio.

## Rectores
De acuerdo a Rubén Vargas Ugarte los rectores que tuvo fueron los siguientes:
- Diego de Bracamonte		 – 1568
- Baltasar de Piñas			 – 1576
- Juan de Zúñiga			 – 1577
- Bartolomé Hernández		 – 1577
- Juan de Atienza			 – 1581
- Juan Sebastián de la Parra – 1585
- Hernando de Mendoza		 – 1592
- José Teruel			     – 1600
- Esteban Páez			     – 1601
- Rodrigo Cabredo			 – 1604
- Diego Álvarez de Paz		 – 1609
- Francisco Coello			 – 1617
- Andrés Hernández			 – 1622
- Nicolás Durán Mastrilli	 – 1623
- Diego de Torres Vásquez	 – 1624
- Juan de Frías Herrán		 – 1628
- Antonio Vásquez			 – 1638
- Francisco de Contreras	 – 1643
- Bartolomé de Recalde		 – 1644
- Antonio Vásquez			 – 1649
- Rodrigo de Barnuevo		 – 1649
- Jerónimo Pallas			 – 1656
- Diego de Avendaño			 – 1659
- Ignacio Garavito de León	 – 1663
- Diego de Avendaño			 – 1666
- Ignacio de las Roelas		 – 1669
- Juan del Campo			 – 1672
- Francisco del Cuadro		 – 1675
- Jacinto Garavito de León	 – 1675
- Hernando de Saavedra		 – 1678
- Martín de Jáuregui S.J.	 – 1681
- Francisco del Cuadro		 – 1682
- Juan del Campo			 – 1683
- Francisco Javier Grijalva	 – 1685
- Juan Alonso de Cereceda	 – 1688
- Juan Yáñez			     – 1691
- Nicolás de Olea			 – 1692
- Juan de Sotomayor			 – 1695
- Francisco Javier Grijalva	 – 1698
- Manuel de Herla			 – 1702
- Diego Francisco Altamirano – 1703
- José Mudarra de la Serna	 – 1709
- Francisco Arancibia S.J.   – 1714
- Fernando de Aguilar		 – 1716
- Francisco de Rotalde		 – 1721
- Álvaro Cavero			     – 1730
- Fermín de Irisarri		 – 1724
- Tomás Cavero			     – 1730
- Diego de Riofrío			 – 1732
- Francisco Rotalde			 – 1731
- Pedro Mallavia			 – 1733
- Bertrand Herbert			 – 1741
- Francisco de Larreta		 – 1742
- Juan de Lagos			     – 1746
- Baltasar de Moncada		 – 1753
- Alonso Lobera			     – 1757
- Jaime Pérez			     – 1759
- Pascual Ponce			     – 1763
- Antonio Claramunt			 – 1767

## Profesores destacados
- Francisco de Ávila
- Juan Pérez de Menacho
- Pedro de Oñate
- Alonso de Peñafiel
- Leonardo de Peñafiel
- Joseph de Buendía
- Ludovico Bertonio

## Alumnos Destacados
- Bernabé Cobo
- Alonso Messia Venegas
- Juan de Alloza
- Alonso Sandoval
- Francisco del Castillo
- Nicolás de Olea
- José de Aguilar
- Francisco Javier Salduendo
- Alonso Messia Bedoya
- Tomás de Torrejón